# 닛산 프리메라
닛산 프리메라(Nissan Primera)는 닛산에서 제조한 중형 승용차이다. 차명인 프리메라는 스페인어로 '최고', '일류' 등을 뜻한다.

## 1세대(P10)

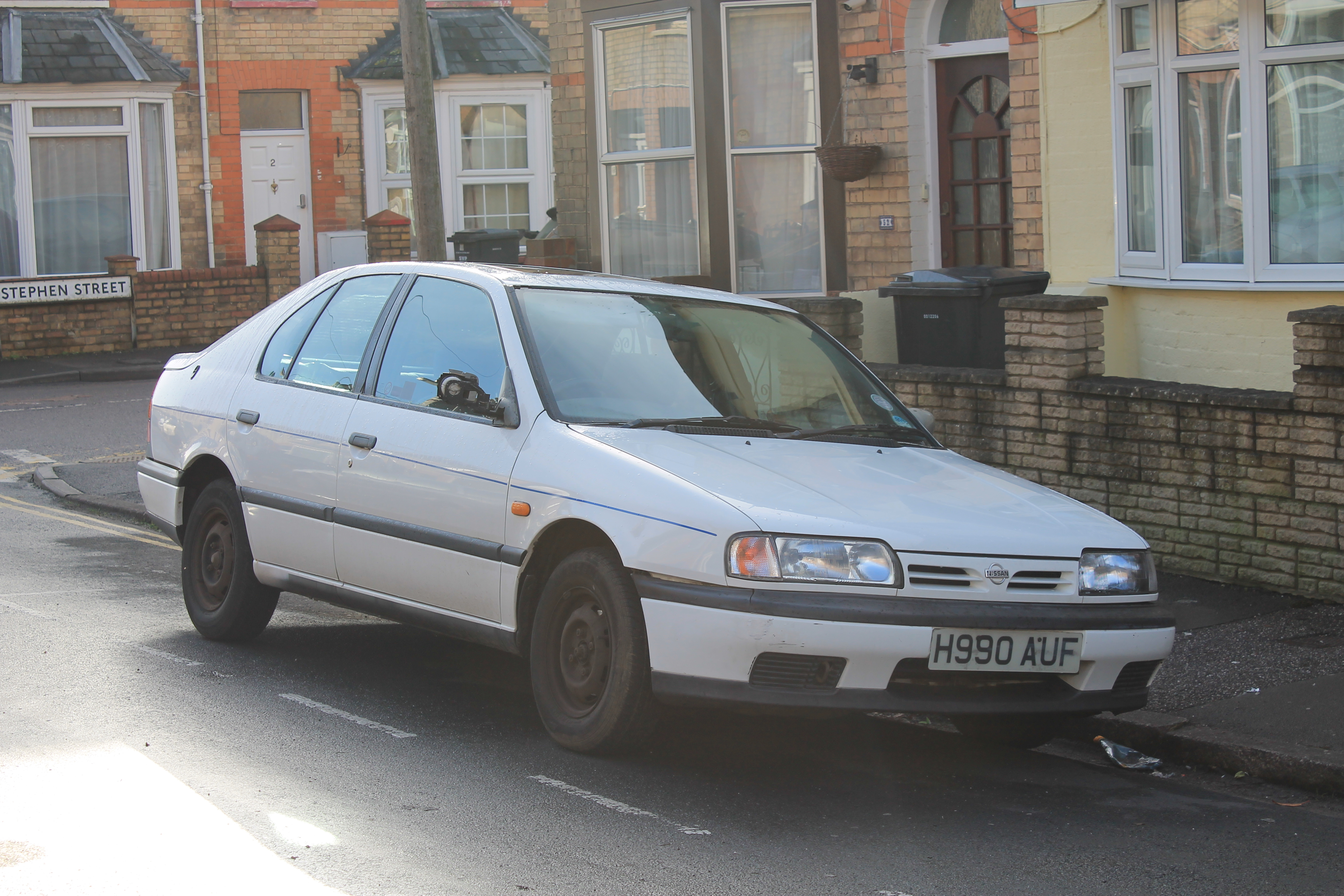
닛산 프리메라(전기형) 정측면

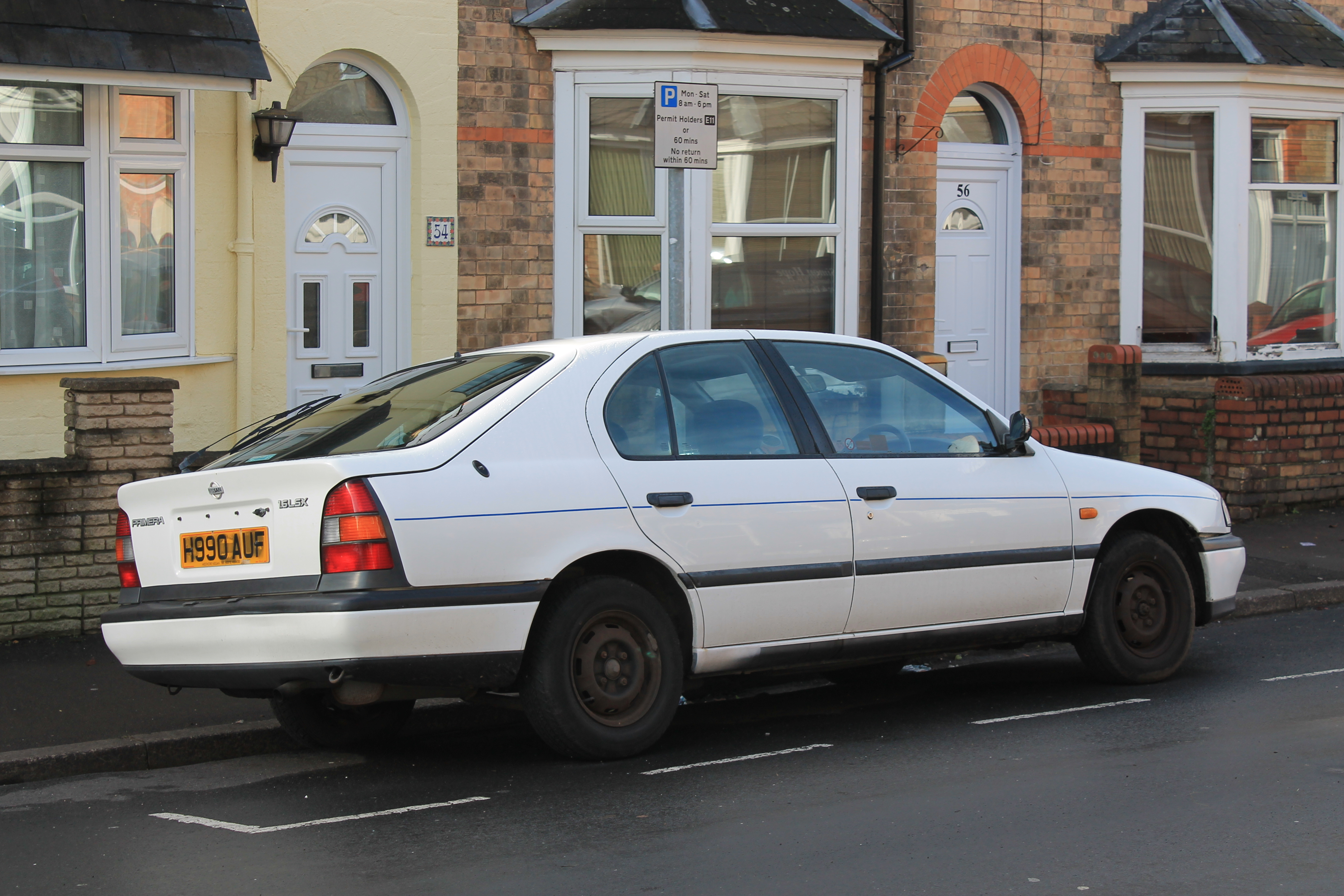
닛산 프리메라(전기형) 후측면

1989년에 개최된 도쿄 모터쇼에 컨셉트 카 프리메라-X로 출품되었고, 1990년 2월부터 일본과 유럽에서 판매가 시작되었다. 차체 형식은 일본에서는 4도어 세단만 있었으나, 유럽과 중화민국에는 5도어 해치백도 있었다. 닛산의 새로운 CI가 적용된 엠블렘이 최초로 달린 차종이기도 하다. 북아메리카에서는 인피니티 G라는 이름으로 팔렸다.

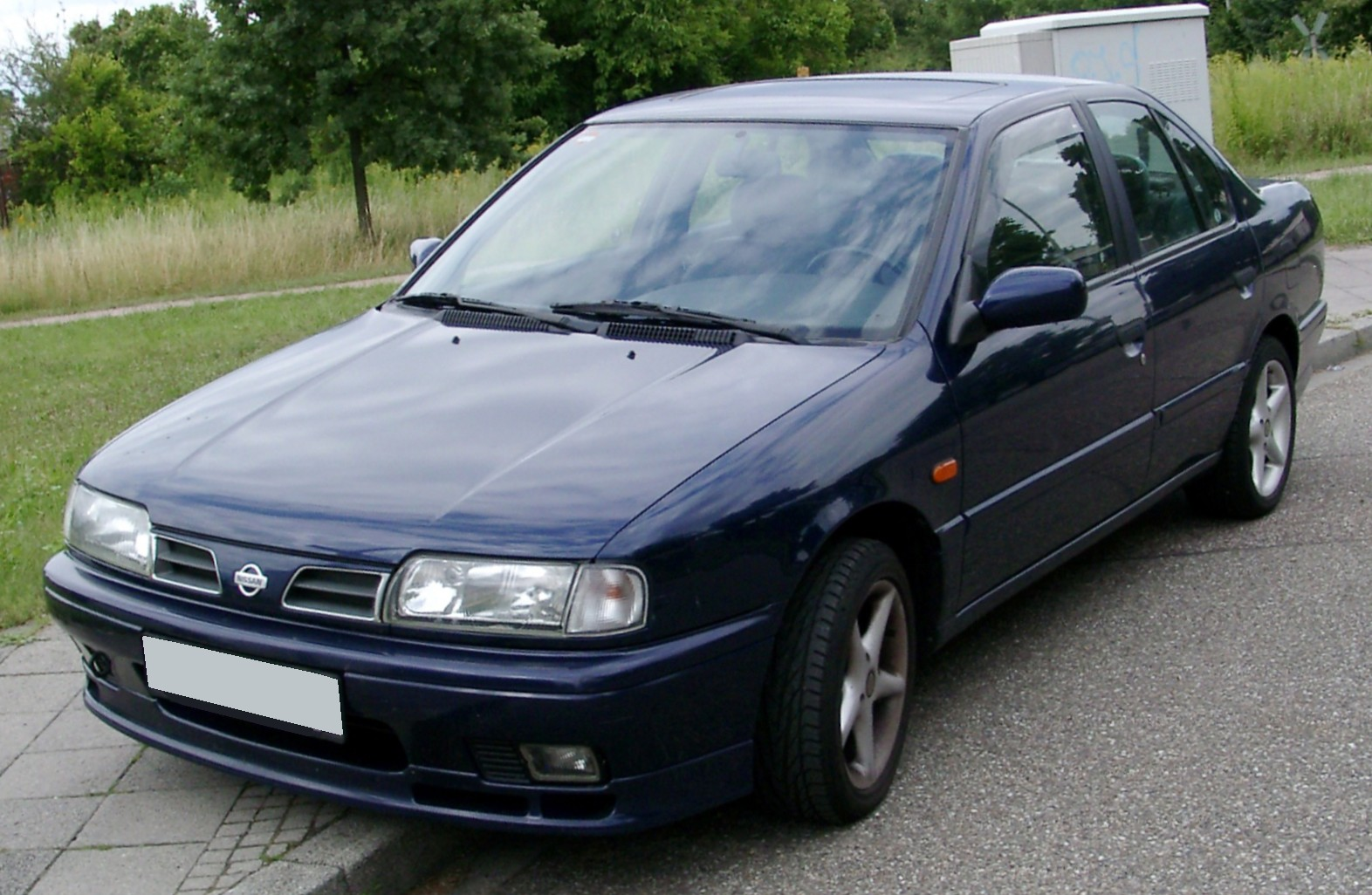
닛산 프리메라(후기형) 정측면
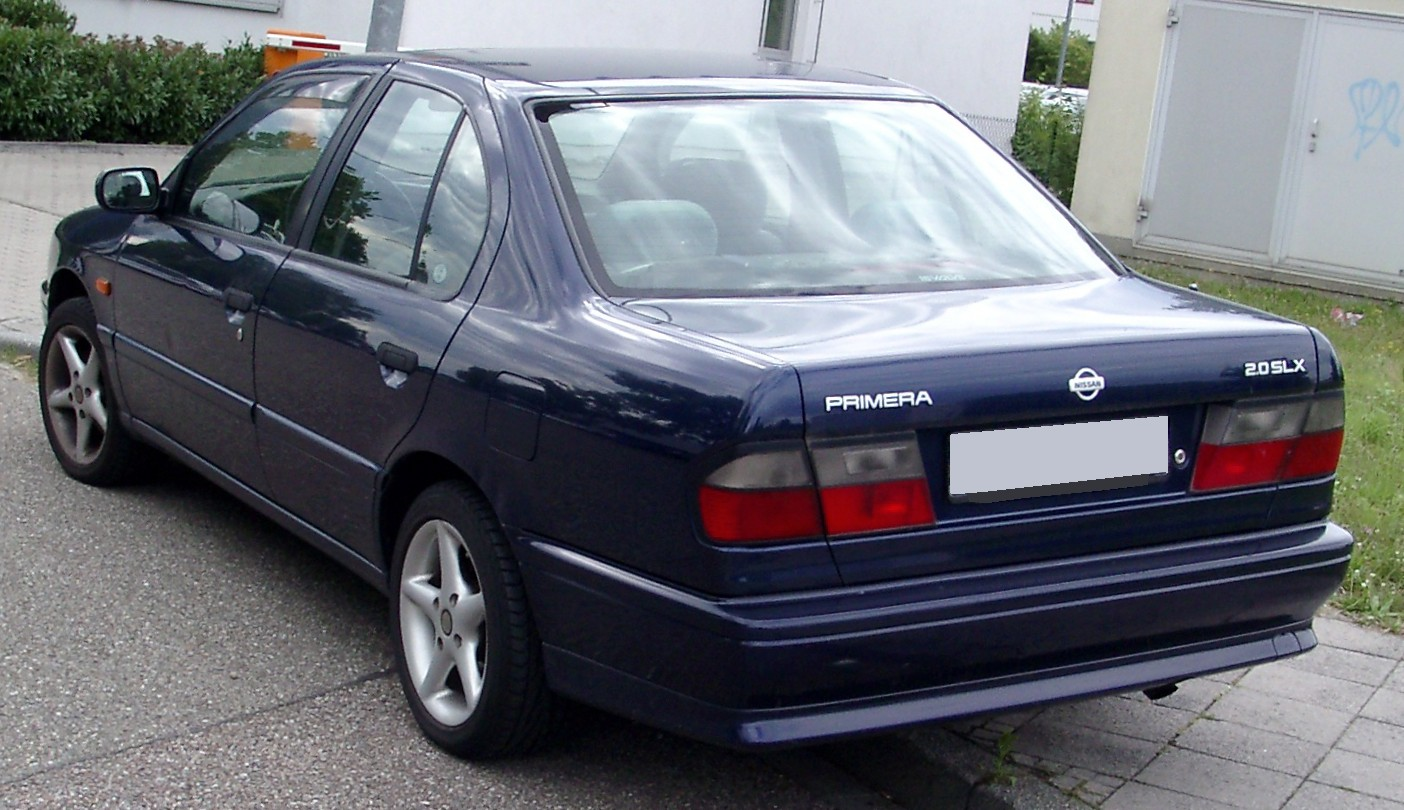
닛산 프리메라(후기형) 후측면

## 2세대(P11)

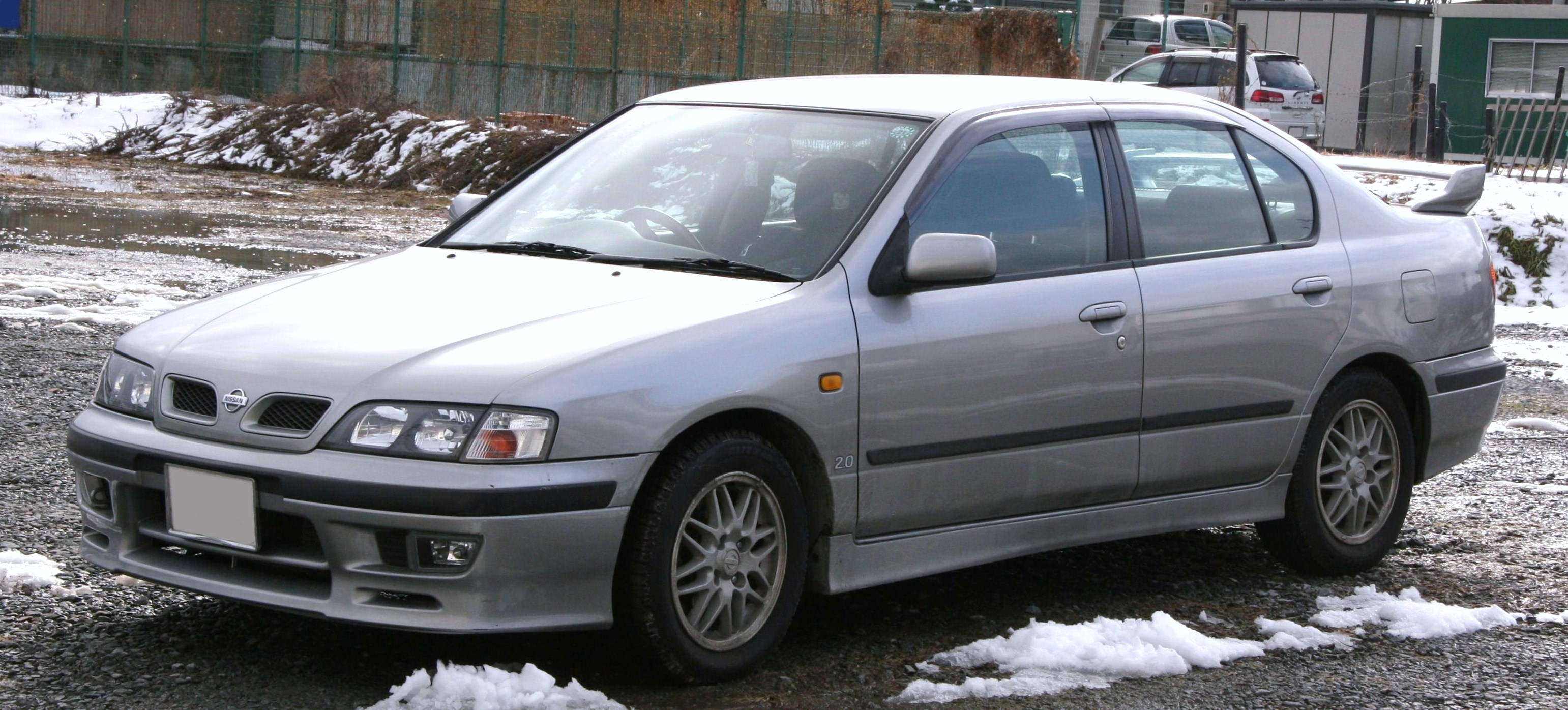
닛산 프리메라(세단 전기형) 정측면

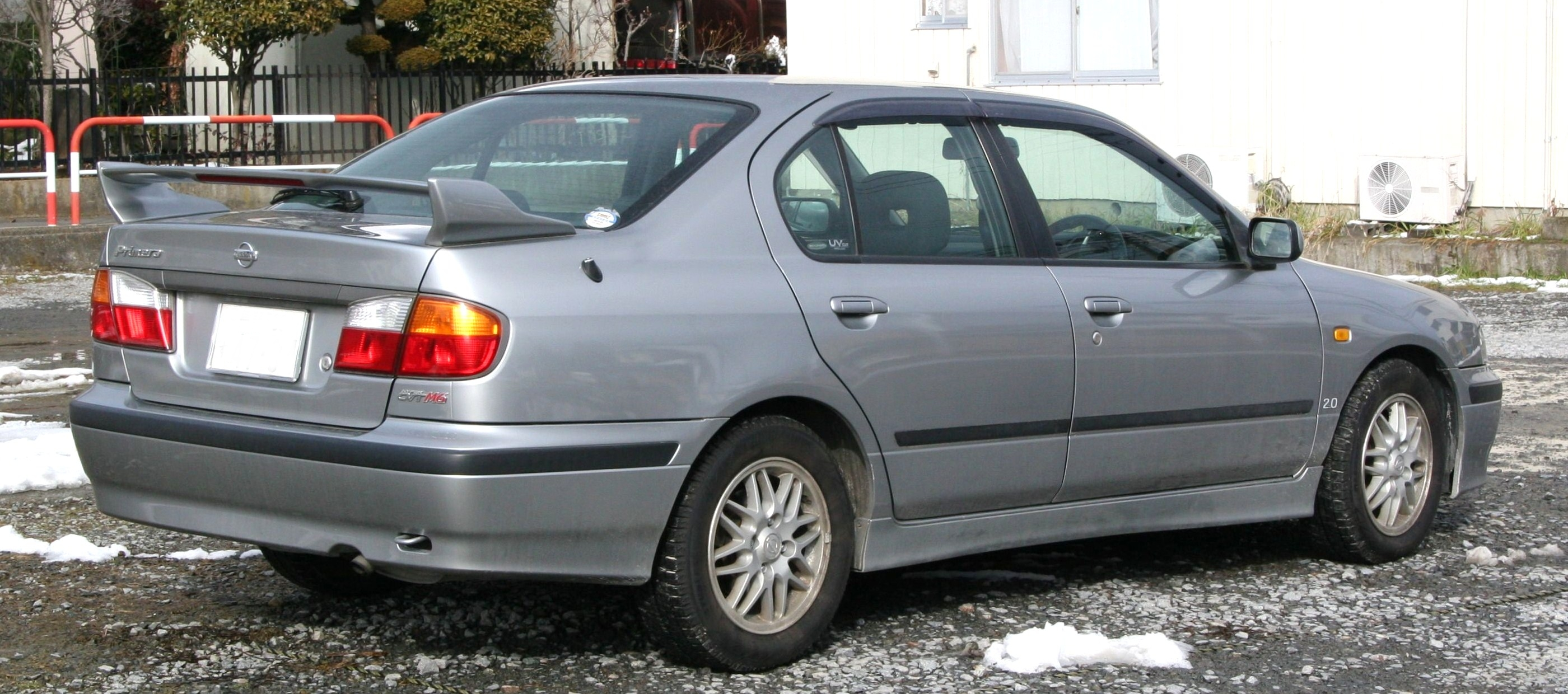
닛산 프리메라(세단 전기형) 후측면

풀 모델 체인지를 거쳐 모든 면에서 큰 폭의 개선이 이루어졌다. 일본에서는 당초 4도어 세단만 있었으나, 1997년 2월에 영국에서 생산된 5도어 해치백이 일본으로 수입되어 판매되었고, 같은 해 10월에 스테이션 왜건이 추가되었다. 기본적으로는 1세대의 성공을 바탕으로 한 방어 개념에서 풀 모델 체인지가 행해졌지만, 1세대 만큼의 성공을 거두지는 못 했다. 북아메리카에서는 인피니티 G(P11)로 판매되었다.

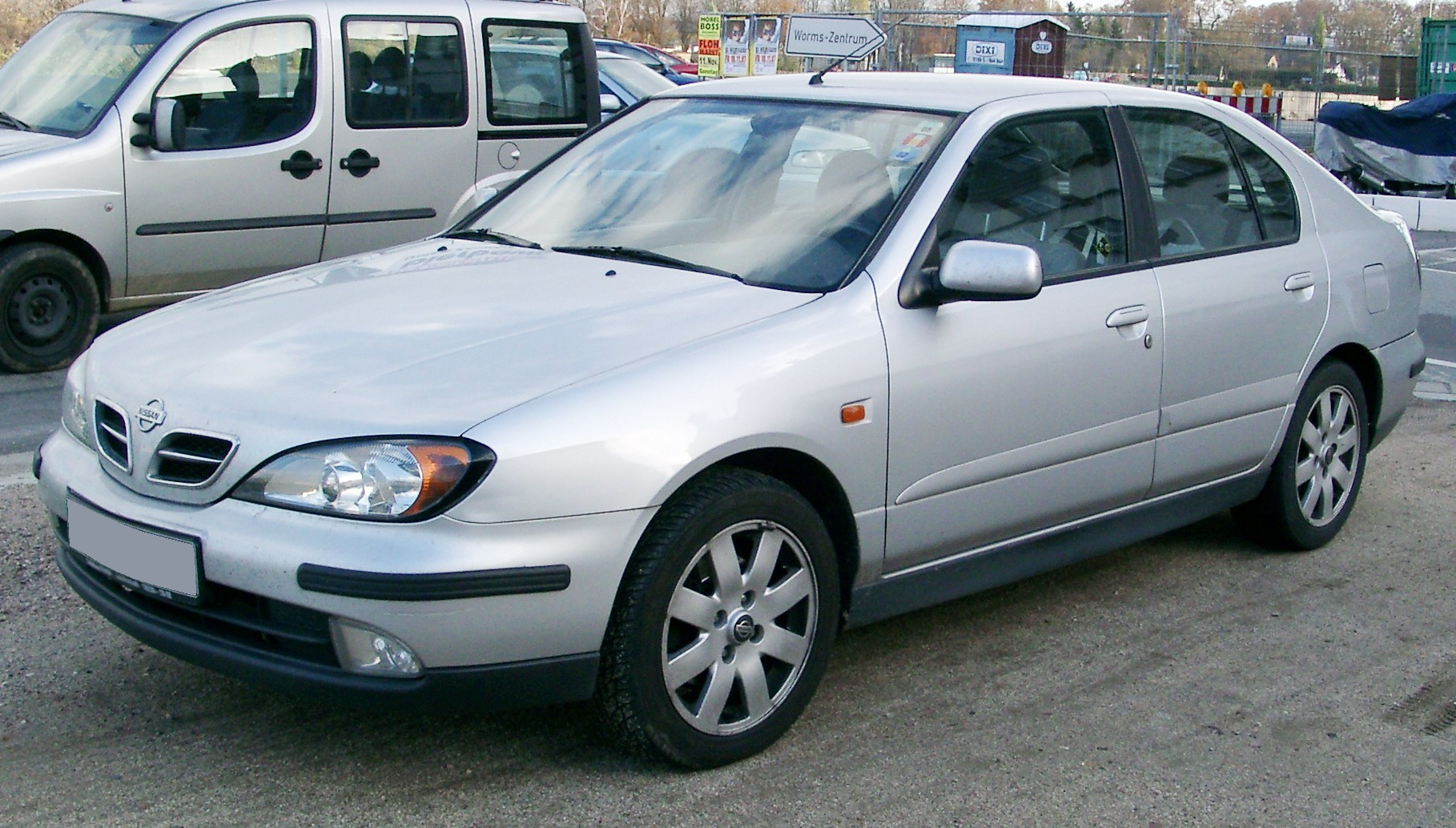
닛산 프리메라(해치백 후기형) 정측면
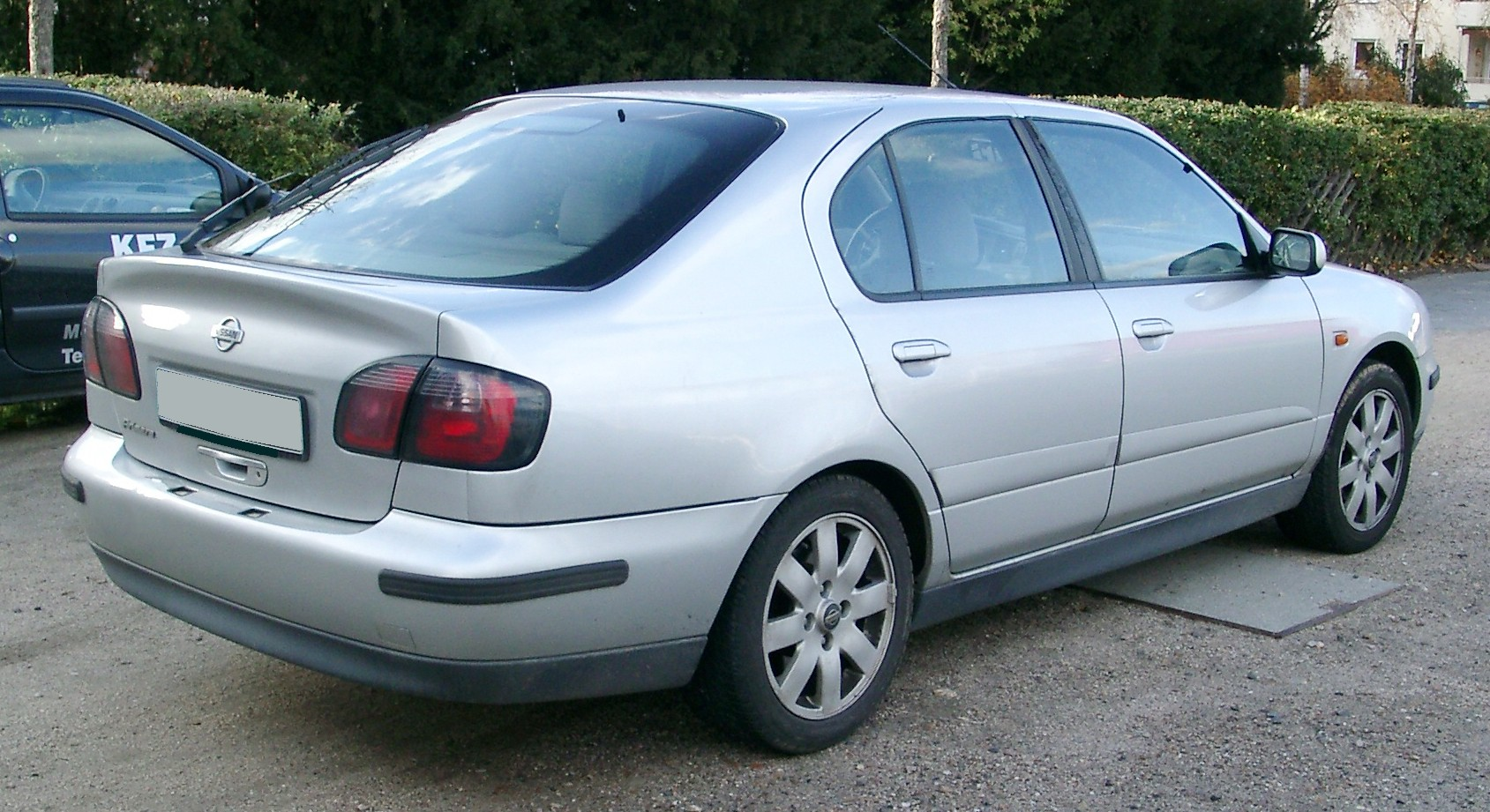
닛산 프리메라(해치백 후기형) 후측면

## 3세대(P12)

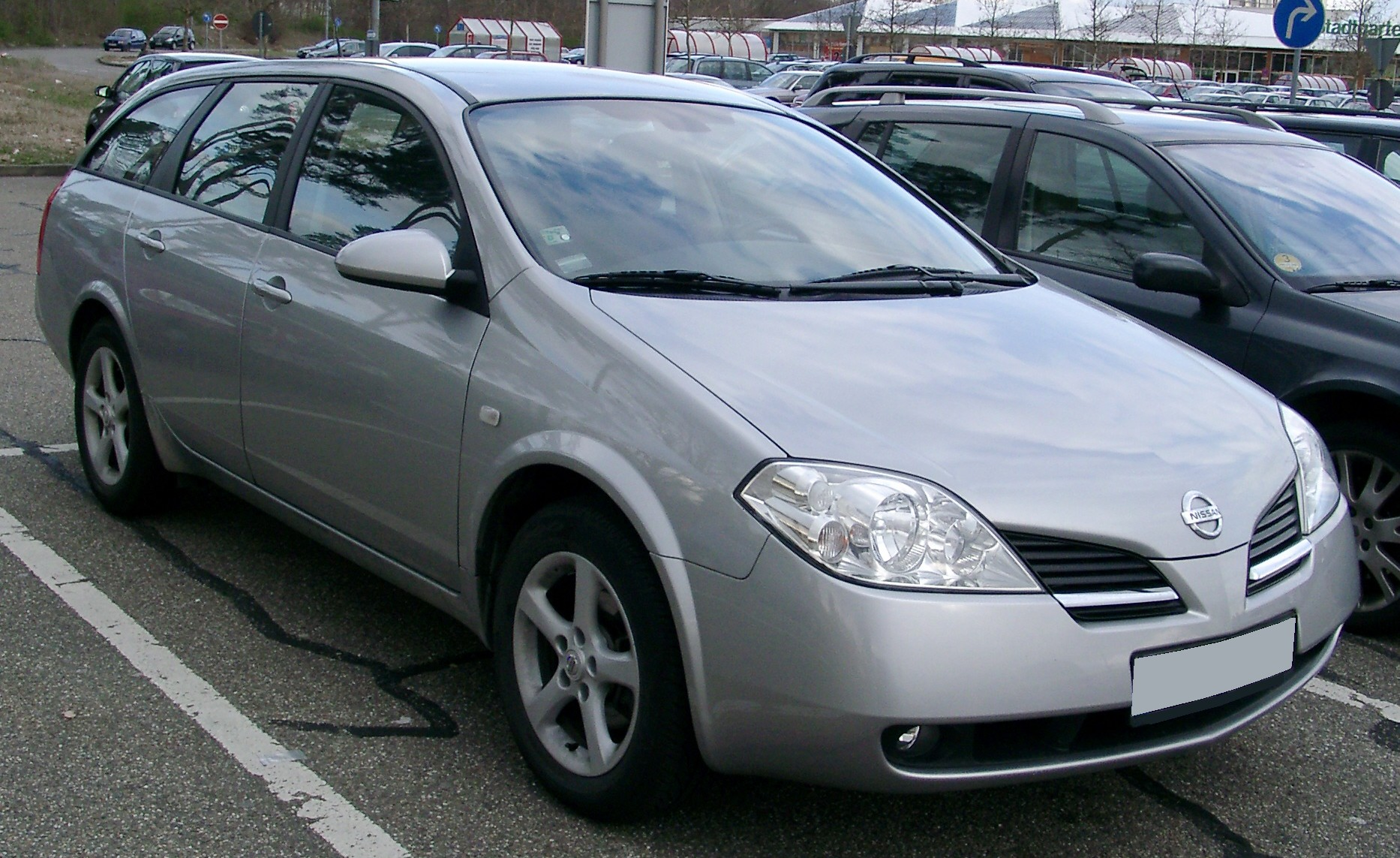
닛산 프리메라(스테이션 왜건) 정측면

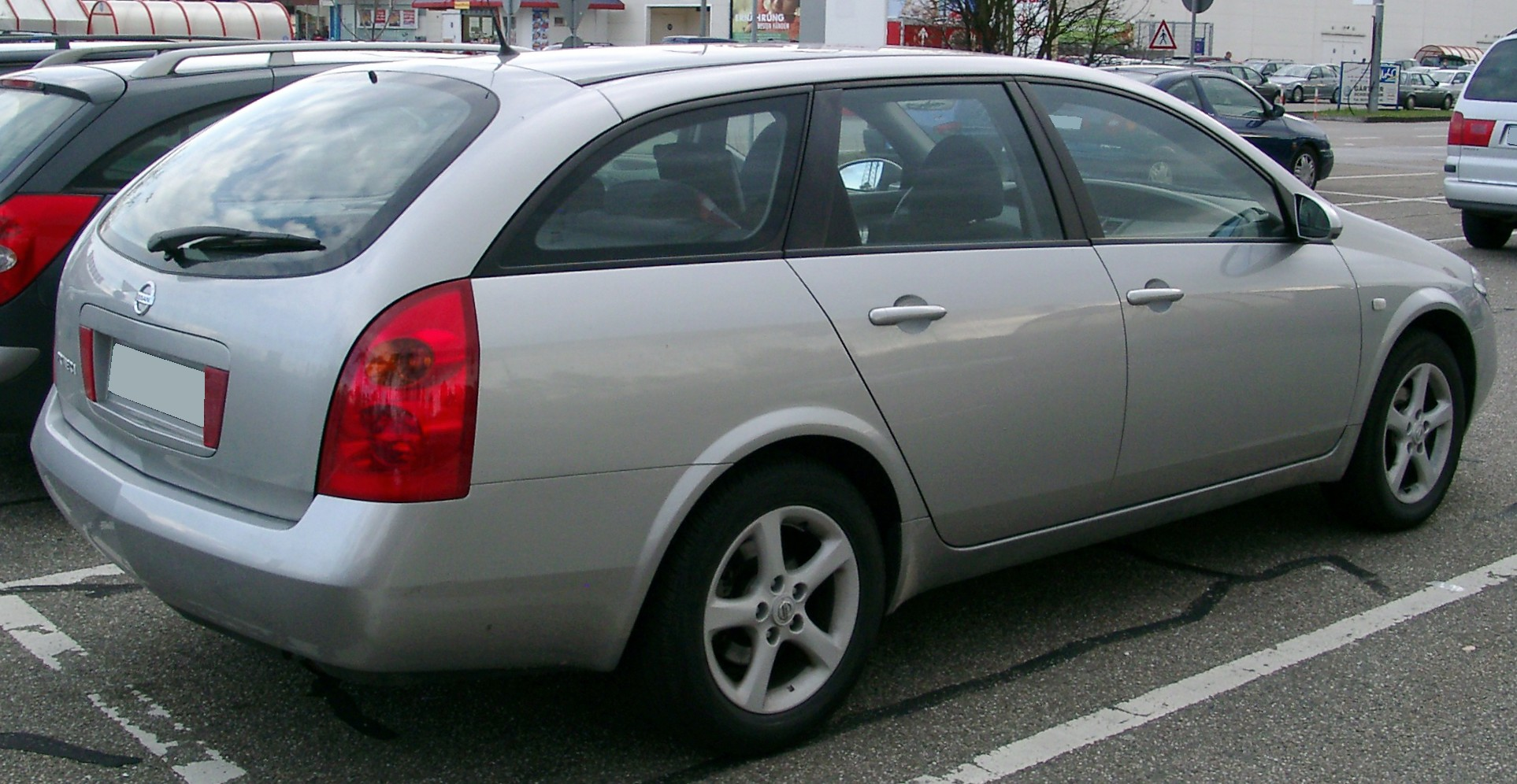
닛산 프리메라(스테이션 왜건) 정측면

2000년 파리 모터쇼에서 나온 퓨전 컨셉트를 기반으로 디자인하여 2001년 초에 출시되었다. 차체 크기가 크게 확대되어 3 넘버 차종(전폭 1,700mm 이상)으로 분류되었다. 4도어 세단은 닛산의 유럽 디자인 스튜디오에서 개발된 것으로, 전진시킨 캐빈과 극히 짧은 트렁크가 아치형의 라인에서 맺은 형상이 특징이다. 3세대는 영국에서 생산된 5도어 해치백의 일본 수입은 이루어지지 않았다. 일본에서는 2005년까지, 영국에서는 2008년까지 생산되어 최종적으로 후속 차종 없이 단종되었다.